# Allibereu Willy 3: El rescat
Allibereu Willy 3: El rescat (títol original: Free Willy 3: The Rescue) és una pel·lícula de 1997 dirigida per Sam Pillsbury i protagonizanda per Keiko, Jason James Richter i August Schellenberg. Llançada per la Warner Bros sota el seu lema de diversió familiar, la pel·lícula és la segona seqüela de la primera pel·lícula Allibereu Willy (1993) i la seva primera seqüela, Allibereu Willy 2 (1995). Ha estat doblada al català.

## Argument
Jesse té setze anys i treballa com a investigador d'orques en un vaixell de recerca anomenat Noah al costat del seu vell amic Randolph. Sospiten que Willy i la seva família estan sent il·legalment caçats pels baleners que comercien al mercat negre.

## Repartiment
- Keiko: Willy
- Jason James Richter: Jesse Greenwood
- August Schellenberg: Randolph Johnson
- Annie Corley: Drew Halbert
- Vincent Berry: Max Wesley
- Patrick Kilpatrick: John Wesley
- Tasha Simms: Mary Wesley
- Peter LaCroix: Sanderson
- Stephen E. Molinero: Dineen
- Ian Tracey: Kron
- Matthew Walker: Capità Drake
- Roger R. Cross: 1r company de Stevens
- Rick Burgess: Smiley
- Romà Danylo: el repartidor de pizzes

## Rebuda
La pel·lícula va tenir una rebuda majoritàriament mixta. La pel·lícula té una puntuació de 44% a  Rotten Tomatoes, basat en 16 ressenyes.